# El jove Ahmed
El jove Ahmed, títol original en francès Le jeune Ahmed, és una pel·lícula dramàtica belga del 2019 dirigida per Jean-Pierre i Luc Dardenne. La pel·lícula gira entorn d’un jove musulmà de Bèlgica que intenta assassinar el seu mestre en nom de la seva religió. Va ser seleccionada per competir per la Palma d’Or al Festival de Cannes de 2019. A Canes, els germans Dardenne van guanyar el premi al millor director. El 30 de juliol de 2022 es va estrenar la versió doblada al català al canal La 2. Anteriorment, havia estat disponible la versió original subtitulada en aquesta llengua.

## Argument
Ahmed, un jove de tretze anys, conspira per matar el seu mestre, que creu que és un apòstata després de ser radicalitzat per un imam local. Ahmed és arrestat i enviat a una presó juvenil, on afirma ser un personatge reformat.

## Recepció
Al lloc web de l'agregador de ressenyes Rotten Tomatoes, la pel·lícula té una qualificació d'aprovació del 59% basada en 76 ressenyes, amb una qualificació mitjana de 6,55 sobre 10. El consens crític del lloc diu: "El jove Ahmed no representa l'obra més desenvolupada dels germans Dardennes, però la interpretació sòlida i una història conscient social ajuden a compensar els seus defectes". Metacritic, que utilitza una mitjana ponderada, va assignar a la pel·lícula una puntuació de 66 sobre 100, basada en 21 crítiques, indicant que van ser "crítiques generalment favorables".